# Sardon
Sardon ist eine Gemeinde mit 300 Einwohnern (Stand: 1. Januar 2022) im zentralfranzösischen Département Puy-de-Dôme in der Region Auvergne-Rhône-Alpes. Die Gemeinde gehört zum Arrondissement Riom und zum Kanton Aigueperse.

## Lage
Sardon liegt etwa 12 Kilometer nordöstlich von Riom. Umgeben wird Sardon von den Nachbargemeinden Aubiat im Norden und Nordwesten, Thuret im Osten, Surat im Südosten, Martres-sur-Morge im Süden, Varennes-sur-Morge im Südwesten sowie Le Cheix-sur-Morge im Westen.

## Bevölkerungsentwicklung
| Jahr                       | 1962 | 1968 | 1975 | 1982 | 1990 | 1999 | 2008 | 2013 |
| Einwohner                  | 257  | 224  | 224  | 198  | 258  | 240  | 277  | 317  |
| Quellen: Cassini und INSEE |      |      |      |      |      |      |      |      |

## Sehenswürdigkeiten
- Kirche Johannes’ Enthauptung (Église de la Décollation-de-Saint-Jean-Baptiste)

## Weblinks

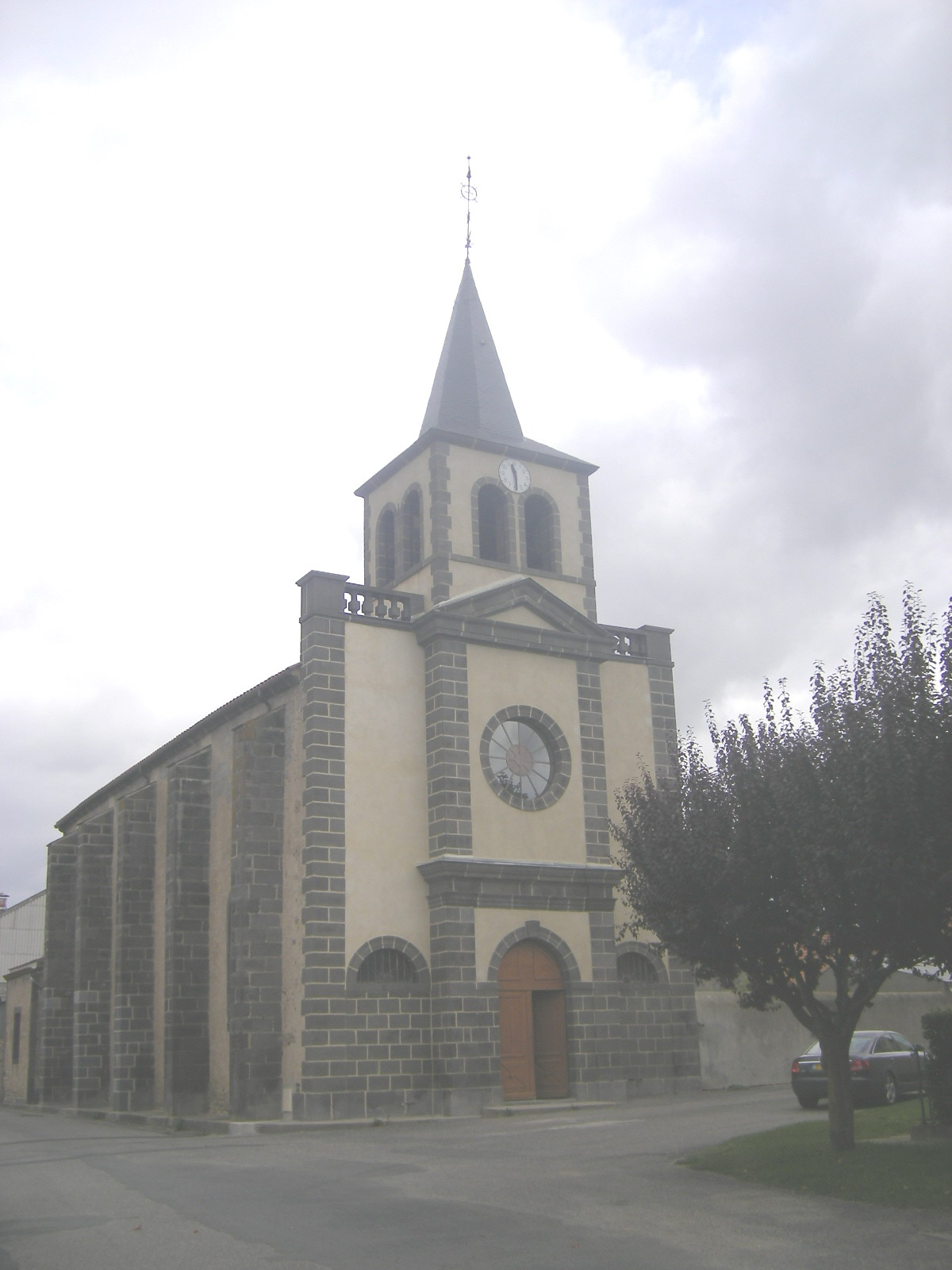
Kirche von Sardon